# Pteroglossus viridis
O Pteroglossus viridis, conhecido popularmente por araçari-miudinho ou araçari-limão, é uma ave piciforme da família Ramphastidae. 

## Etimologia
"Araçari" origina-se do termo tupi arasa'ri.

## Caracterização
O araçari-miudinho é a menor espécie do gênero Pteroglossus, medindo aproximadamente 33 cm de comprimento. Apresenta dimorfismo sexual quanto à coloração da cabeça (preta nos machos e castanha nas fêmeas), sendo as demais características comuns a ambos os sexos: bico amarelo, vermelho e preto; asas e dorso pretos, partes inferiores amarelas, uropígio vermelho.

## Distribuição eHabitat
Vive nas florestas baixas do nordeste da América do Sul (Venezuela e Guianas) e norte da Bacia Amazônica (do Rio Negro e margem setentrional do Amazonas até o Amapá).

## Alimentação
Sua dieta consiste basicamente de frutas, incluindo os frutos das árvores do gênero Cecropia e da palmeira Oenocarpus bacaba.

## Reprodução
O período reprodutivo ocorre entre fevereiro e junho. O ninho é produzido em cavidades de árvores, onde a fêmea deposita de dois a quatro ovos brancos.